# Ketchum (Idaho)
Ketchum é uma cidade localizada no estado americano de Idaho, no Condado de Blaine.

## Demografia
Segundo o censo americano de 2000, a sua população era de 3003 habitantes.
Em 2006, foi estimada uma população de 3226, um aumento de 223 (7.4%).

## Geografia
De acordo com o United States Census Bureau tem uma área de
7,8 km², dos quais 7,8 km² cobertos por terra e 0,0 km² cobertos por água.

## Localidades na vizinhança
O diagrama seguinte representa as localidades num raio de 56 km ao redor de Ketchum.